# Solicitud de propuestas
Una solicitud de propuestas (en inglés: request for proposal, abreviado RFP) es una petición, realizada a menudo a través de un proceso de licitación, de parte de una agencia o compañía interesada en el aprovisionamiento de una mercancía o servicio, a proveedores potenciales. Se hace en las primeras etapas del ciclo de aprovisionamiento, ya sea en el estudio preliminar, o un poco más adelante.
Una RFP se usa cuando la petición necesita pericia técnica, capacidad especializada, o cuando el producto o el servicio que se requiere no existe todavía, por lo que la propuesta puede necesitar investigación y desarrollo para crear lo requerido.
La RFP presenta requisitos preliminares para la mercancía o servicio, y puede dictar a grados variables la estructura exacta y formato de la respuesta del proveedor. Una RFP eficaz normalmente refleja la estrategia y los objetivos empresariales a corto o largo plazo, proporcionando una idea detallada de qué proveedores serán capaces de satisfacerla.
Las peticiones similares incluyen: la solicitud de precio (request for quotation o RFQ), por la cual el vendedor simplemente puede estar buscando un índice de precios; y la solicitud de información (request for information' o RFI), en la que el cliente necesita más información de vendedores antes de remitirles una RFP. Una RFI suele ir seguida por una RFP o una RFQ.
En principio, una RFP:
- Informa a los proveedores de que una organización busca suministrarse y los anima para hacer sus mejores esfuerzos.
- Requiere que la organización especifique qué se propone adquirir. Si el análisis de requisitos ha sido realizado correctamente,  puede ser incorporado bastante fácilmente a la RFP.
- Alerta a los proveedores de que el proceso de selección es competitivo.
- Permite amplias distribución y respuesta.
- Asegura que los proveedores responden factualmente a los requisitos establecidos.
- Se espera generalmente que siga un proceso estructurado de evaluación y selección, de modo que una organización pueda demostrar imparcialidad -un factor decisivo en aprovisionamientos del sector público.

## Especificaciones
Una RFP típicamente implica más de una petición para el precio.  También puede solicitar información corporativa básica, historia de la empresa, información financiera (¿puede la compañía suministrar sin riesgo de bancarrota?), capacidad técnica (utilizada en aprovisionamientos importantes de servicios, donde el producto o servicio requerido no ha sido proporcionado con anterioridad o donde se podrían satisfacer los requisitos mediante diferentes medios técnicos), información de producto como volumen disponible y plazo estimado de terminación, y referencias de clientes, que pueden ser comprobadas para determinar la conveniencia de un proveedor (incluyendo pasado educativo y militar de sus empleados en el proyecto). Licenciados universitarios y aquellos con grados universitarios avanzados pueden añadir "valor" a la propuesta del proveedor.
La ubicua disponibilidad de Internet ha hecho que muchos organismos públicos empleen sedes electrónicas (websites), ya sea operadas por ellos o por vendedores, que proporcionan listados de RFP, así como solicitudes de información (RFI) y solicitudes de precio (RFQ, request for quotation). Muchas de estas sedes permiten inscribirse sin coste a los vendedores para recibir correos electrónicos con solicitudes que les puedan interesar, ya sea generales o para la categoría específica del producto o servicio que venden. Con cada vez mayor frecuencia todo el proceso se realiza en línea: el vendedor sube al sitio documentos PDF con su respuesta a la solicitud de la que se trate. En otros casos, por razones legales, la respuesta se debe enviar físicamente (CD, DVD o memoria USB) por correo postal o un servicio de entregas.
Los ejércitos de muchos países emplean RFP para satisfacer un requerimiento operativo. Después de recibir las propuestas, normalmente ese ejército elaborará una especificación detallada para llamar a un concurso o subasta a los potenciales contratistas. En la vida civil, una RFP es usualmente parte de un proceso de ventas complejas, conocidas también como ventas empresariales.
Las RFP incluyen a menudo especificaciones del producto, proyecto o servicio que es su objeto. Cuanto más detalladas sean esas especificaciones, mayores probabilidades de que las propuestas recibidas sean ajustadas. Generalmente las RFP se envían a una lista de suministradores o vendedores aprobados. 
Los suministradores envían sus propuestas dentro de un plazo estipulado. Las propuestas que se remitan fuera de plazo pueden ser tenidas en cuenta o no, dependiendo de los términos de la RFP. Estas propuestas se emplean para evaluar si un suministrador o socio institucional es adecuado. Típicamente las organizaciones siguen un proceso detallado de selección de vendedores para llegar a una lista corta de los que serán invitados a rondas posteriores de negociación. Este proceso puede emplear modelos de puntuación de los vendedores, o bien conversaciones entre la organización y los posibles vendedores. Estas conversaciones pueden tener como objeto las propuestas (a menudo para aclarar capacidades técnicas, señalar errores o negociar precios). En la mayor parte de los casos solo los vendedores seleccionados son invitados a participar en pujas subsiguientes, o pueden ser invitados a enviar su mejor propuesta técnica y económica, comúnmente llamada Mejor Oferta Final (BAFO por sus siglas en inglés). Cambios posteriores pueden dar lugar a una Mejor Oferta Final Revisada (BARFO).
Una vez que ambas partes, esto es, la organización compradora y el suministrador, llegan a un acuerdo en las condiciones técnicas y comerciales de la propuesta, pueden avanzar hacia los pasos siguientes, como la firma de un contrato, texto que formaliza la transacción de compra.
Hoy día muchas organizaciones se están volviendo más cooperativas en el desarrollo de RFP. Esto es especialmente cierto para las universidades y otros grandes organismos públicos que realizan grandes compras tecnológicas. Los departamentos que redactan las RFP piden casos de uso específico más que proporcionar una lista de características, y se aseguran de que la RFP incluya demostraciones, un webinario o encuentros. Así garantizan que, antes de comprar, comprenden bien todos los productos que compiten.